# Polupanivka, Pidvolociîsk
Polupanivka (în ucraineană Полупанівка) este un sat în comuna Starîi Skalat din raionul Pidvolociîsk, regiunea Ternopil, Ucraina.

## Demografie
Componența lingvistică a localității Polupanivka
     Ucraineană (99,8%)
     Alte limbi (0,2%)
Conform recensământului din 2001, majoritatea populației localității Polupanivka era vorbitoare de ucraineană (99,8%), existând în minoritate și vorbitori de alte limbi.